# خوچنگا
خوچنگا (به لهستانی:  Chocznia) یک منطقهٔ مسکونی در لهستان است که در گمینا وادوویتسه واقع شده‌است. خوچنگا ۵٬۵۱۰ نفر جمعیت دارد.